# Asterina phylactica
Asterina phylactica ist ein sehr kleiner Seestern aus der Familie Asterinidae in der Ordnung der Klappensterne (Valvatida), der im östlichen Nordatlantik heimisch ist und sich überwiegend von Bakterien und Diatomeen ernährt. Er brütet seine Jungtiere aus.

## Merkmale
Asterina phylactica ist von abgeflachter, fünfeckiger Gestalt mit 5 kurzen stumpfen Armen und erreicht einen Durchmesser von höchstens 1,5 cm, womit sie einer der kleinsten Seesterne der Welt ist. Ihre Oberseite ist olivgrün mit einer sternförmigen braunen Zeichnung in der Mitte und von der weißlichen Unterseite durch eine klare Kante abgegrenzt. Von der nahe verwandten Asterina gibbosa unterscheidet sie sich auch dadurch, dass sie weniger Platten um die Mundöffnung herum hat.

## Fortpflanzungszyklus
Im Gegensatz zu den meisten anderen Seesternen – auch in der Familie Asterinidae – ist Asterina phylactica ein Zwitter. Im ersten Lebensjahr produziert Asterina phylactica nur Spermien, doch im folgenden Jahr wird sie simultaner Hermaphrodit und produziert sowohl Spermien als auch Eizellen. Im späten Frühling kommen viele Individuen zusammen und stoßen Sperma ins Wasser aus, so dass die Eier befruchtet werden. Diese verbleiben an der Unterseite des Mutterseesterns und werden hier etwa drei Wochen lang gebrütet. Anders als bei fast allen anderen Seesternen entwickeln sich die Embryonen direkt ohne frei schwimmendes Larvenstadium und metamorphosieren unter dem schützenden mütterlichen Schirm zu juvenilen Seesternen, die schließlich die Obhut der Mutter verlassen. Die Seesterne werden etwa 2 Jahre alt und sterben, nachdem sie ihre Brut entlassen haben.

## Verbreitung und Vorkommen
Asterina phylactica ist im östlichen Nordatlantik unter anderem entlang der Westküste von England, Wales, Schottland und dem nordwestlichen Irland, außerdem im Mittelmeer und der Adria anzutreffen. Hier lebt sie typischerweise in Gezeitentümpeln mit vielen Kalkrotalgen (Corallinales). Die Art verträgt stärkere Salz- und Temperaturschwankungen.

## Ernährung
Asterina phylactica ernährt sich von Bakterien und Diatomeen, die auf der Oberfläche von Felsen leben. Hierzu stülpt sie ihren Magen aus, drückt ihn gegen den Felsen und scheidet Verdauungsenzyme aus, so dass die Mikroorganismen extraintestinal verdaut werden.

## Taxonomie
Früher wurden diese Seesterne zur Art Asterina gibbosa gerechnet, doch auf Grund der deutlich unterschiedlichen Fortpflanzungsstrategien wurde Asterina phylactica 1979 als eigene Art beschrieben.